# 超級機器人大戰完全版
《超級機器人大戰完全版》（日语：スーパーロボット大戦コンプリートボックス）是萬普於1999年6月10日在PlayStation平台發售的回合制战略角色扮演游戏類型合集遊戲，收錄《第2次超級機器人大戰》、《第3次超級機器人大戰》、《超級機器人大戰EX》。

## 概要
以SD比例表現的機器人跨界作品「超級機器人大戰系列」作品之一。由於在DC戰爭系列最終作《超級機器人大戰F》發售後，購入《第2次超級機器人大戰》、《第3次超級機器人大戰》、《超級機器人大戰EX》3部作品變得十分困難，因此把3部作品重製並一併放在本作中。本作分開2片光碟，DISC1收錄了上述3部作品，DISC2則收錄了閲覧模式（可閱覽3部作品的關卡路線圖等）和「HISTORY OF SUPER ROBOT WARS」（可進行音聲編輯）。
各部收錄作的系統及圖像均根據當時最新的《超級機器人大戰F》進行更新。而遊戲平衡度也有作出調整，並追加了角色與機體的BGM。另外，也新增了遊戲開頭及結尾動畫、地圖兵器使用時的動畫切入等。後來也把3部作品分開發售，主要把獲得資金量調高1.5倍。

## 收錄内容

### DISC1
第2次超級機器人大戰
可以遊玩《第2次超級機器人大戰》。
第3次超級機器人大戰
可以遊玩《第3次超級機器人大戰》。
超級機器人大戰EX
可以遊玩《超級機器人大戰EX》。

### DISC2「HISTORY OF SUPER ROBOT WARS」
第2次超級機器人大戰
可以閱覽《第2次超級機器人大戰》的系統說明、關卡路線圖、原創動畫。
第3次超級機器人大戰
可以閱覽《第3次超級機器人大戰》的系統說明、關卡路線圖、原創動畫。
超級機器人大戰EX
可以閱覽《超級機器人大戰EX》的系統說明、關卡路線圖、原創動畫及設定資料。
Virtual Stadium
利用玩家育成的資料進行對戰。詳細後述。
Voice編集
可以自由編集各角色的戰鬥音聲並再生。
Option
可以閱覽收錄在DISC1內的3部作品的角色、機體圖鑑、卡拉OK模式。

#### Virtual Stadium（バーチャルスタジアム）
收錄於DISC2內的對戰模式。利用玩家育成的資料進行對戰。另外，亦有收錄只運用首領資料的對戰用資料。
雖然也可以和CPU對戰，但是CPU不會使用精神指令。此外，也可以選擇觀看CPU對CPU的對戰。
地圖版面只能選擇作品內的一部分版面，但若使用發售的攻略本「」內付贈的CD，則能選擇全部地圖版面。

## 封面登場機体
- 高達（機動戰士GUNDAM）
- （勇者萊汀）
- 鐵甲萬能俠（鐵甲萬能俠）
- 豪將軍（戰國魔神豪將軍）
- （超力電磁俠）
- 賽巴斯塔（魔裝機神賽巴斯塔）

## 工作人員
製作人
寺田貴信、森住惣一郎
劇本
阪田雅彦
原創機體設計
カトキハジメ、福地仁、守谷淳一、藤井大誠、寺島慎也、宮豊、かげやま いちこ、山田隆弥
原創人物設計
河野さち子
音響制作
溝口綾、寺尾桂子
總指揮
高宮成光
執行制作人
杉浦幸昌

## 廣告

### TVCM
遊戲映像版本
配合檜山修之的旁白，播放遊戲映像。
網上記事板版本
播放玩家們在網上記事版討論本作的模樣，並沒有使用遊戲映像。

## 關連商品

### 攻略本
- スーパーロボット大戦コンプリートボックス パーフェクトガイド ISBN 9784797309393
- スーパーロボット大戦コンプリートボックス 必勝攻略法 ISBN 9784575161762
- スーパーロボット大戦コンプリートボックス 完全攻略ガイド ISBN 9784840211697
- スーパーロボット大戦コンプリートボックス 攻略全書 ISBN 9784063431582
- プレイステーション必勝法スペシャル スーパーロボット大戦コンプリートボックス ISBN 9784766932409
- スーパーロボット大戦コンプリートボックス バーチャルスタジアム 完全戦略ガイド ISBN 9784840211819

### 漫畫
スーパーロボット大戦コンプリートボックスコミック
1999年12月11日初版、双葉社、アクションコミックス。ISBN 9784575936575
超級機器人大戰漫畫系列的第7卷。收錄了數名漫畫家創作的4格漫畫和短編漫畫，以及石川賢的《真三一萬能俠》。

### CD
スーパーロボット大戦コンプリートボックス オリジナルサウンドトラック
1999年7月16日發售 ファーストスマイル・エンタテインメント
收錄了本編BGM的原聲CD。

## 外部連結
- 超級機器人大戰COMPLETE BOX 介紹網頁
- PS官方網頁 超級機器人大戰COMPLETE BOX 介紹網頁 （页面存档备份，存于）